# Нгуен Минь Фыонг
Нгуе́н Минь Фыо́нг (вьет. Nguyễn Minh Phương; 5 июля 1980, Лонгкхань, провинция Донгнай, Вьетнам) — вьетнамский футболист, полузащитник. Выступал в национальной сборной Вьетнама.

## Карьера

### Клубная
Воспитанник клуба «Канг Сайгон», в котором и начал свою спортивную карьеру. В 2002 году перешёл в «Донгтам Лонган» и провёл в нём 9 сезонов, став капитаном команды. За это время клуб дважды выигрывал чемпионат Вьетнама и дважды участвовал в Лиге чемпионов АФК. В конце 2010 года Минь Фыонг подписал контракт с «Данангом».

### В сборной
В национальной сборной Вьетнама играл с 2002 года. В 2007 году провёл 4 матча на Кубке Азии. В 2008 году выиграл со сборной чемпионат АСЕАН. Был капитаном сборной и рекордсменом по количеству сыгранных за Вьетнам матчей. В 2010 году завершил карьеру в сборной.

## Достижения
- Победитель чемпионата АСЕАН: 2008
- Чемпион Вьетнама: 2002, 2005, 2006
- Вице-чемпион Вьетнама: 2003, 2007, 2008
- Обладатель Кубка Вьетнама: 2000, 2005
- Обладатель Суперкубка Вьетнама: 2006
- Лучший футболист Вьетнама: 2010